# قائمة خسائر المسيرات الإسرائيلية خلال حرب غزة (2023 - الآن)
هذه قائمة خسائر المسيرات الإسرائيلية ابتداءً من عملية طوفان الأقصى وحتى الاجتياح الإسرائيلي البري لقطاع غزة، خسرت القوات الإسرائيلية أنواعاً مختلفة من المسيرات نتيجة أعمال المقاومة الفلسطينية وحزب الله إما بإسقاطها أو الاستيلاء عليها. كذلك استهدفت فصائل المقاومة الفلسطينية المروحيات الإسرائيلية طراز سي ستاليون وأباتشي وسكاي هوك باستخدام وسائل الدفاع الجوي المحمولة على الكتف مثل سام-7 وسام-18 بالإضافة إلى نظام متبّر 1 المحلي الصنع، لكن بلا نجاح يذكر، باستثناء مروحية سي ستاليون أصيبت في بداية الحرب واضطرت للهبوط الاضطراري وإخلاء من عليها، ثم دمرتها المقاومة الفلسطينية على الأرض باستخدام صاروخ كورنت موجه. كما تعرضت مروحية بلاك هوك للتحطم جراء خطأ فني في رفح في سبتمبر 2024.
ذكر المقدم مايكل برودن، المسؤول في مشاة البحرية الأمريكية خلال معرض سنوي لمشاة البحرية في مايو 2024، أن ما لا يقل عن 40% من المسيرات التي اعترضتها قوات الجيش الإسرائيلي فوق غزة ما هي إلا مسيرات إسرائيلية، دون التطرق لمزيد من التفاصيل. حرفت بعض وسائل الإعلام هذا التصريح إلى «إسقاط الجيش الإسرائيلي 40% من مسيراته عن طريق الخطأ».
لم تخسر القوات الجوية الإسرائيلية أي طائرة ثابتة الجناحين نتيجة خلل فني أو حادث أو عمل عدائي أثناء الحرب منذ بداية الحرب الفلسطينية الإسرائيلية وحتى مايو 2024. تشمل هذه القائمة خسائر المسيرات القتالية والاستطلاعية لا هجمات المسيرات الانتحارية.

## 2023

### أكتوبر
- ؟ أكتوبر: سقوط مسيرة في منطقة السامرة وتمكن الجيش الإسرائيلي من استعادتها.[4]
- 24 أكتوبر: المقاومة الفلسطينية تعلن إسقاط مسيرة للجيش الإسرائيلي خلال محاولته تنفيذه عملية اقتحام في قطاع غزة.[5]
- 25 أكتوبر: المقاومة الفلسطينية تعلن إسقاط مسيرة إسرائيلية في الجليل الأعلى.[6] وفي نفس اليوم سقطت مسيرة روخيف شمايم «سكاي رايدر» نتيجة خلل فني في نابلس.[4]
- 27 أكتوبر: تحطم مسيرة سكايلارك-2 في حي الزيتون بقطاع غزة.[7]
- 30 أكتوبر: حزب الله يعلن إسقاط مسيرة إسرائيلية غير محددة النوع بواسطة صاروخ أرض جو فوق منطقة شرق الخيام سقطت داخل الأراضي الإسرائيلية، فيما لم يؤكد الجيش الإسرائيلي سقوط المسيرة.[8][9][10]

### نوفمبر
- 2 نوفمبر: حزب الله يُسقط مسيرة غير محددة الطراز بصاروخ أرض - جو في أجواء قريتي المالكية وهونين، فيما نفى الجيش الإسرائيلي تعرض المسيرة لضرر.[11][12]
- 5 نوفمبر: حزب الله يُسقط مسيرة غير محددة الطراز بصاروخ أرض - جو في أجواء النبطية.[13][14]
- 11 نوفمبر: سرايا القدس تعلن إصابة مسيرة طراز هيرون تي بي (إيتان) إصابة مباشرة، فيما لم يؤكد إصابتها.[15][16]
- 15 نوفمبر: سرايا القدس تُسقط وتستولي على مسيرة طراز سكايلارك 1.[17][18][19]
- 16 نوفمبر: كتائب المقاومة الوطنية «قوات الشهيد عمر القاسم» تُسقط مسيرة كواد كابتر بعد إطلاق النار عليها في حى الزيتون شرق مدينة غزة.[20][21]
- 18 نوفمبر: حزب الله يُسقط مسيرة طراز إلبت هرمز 450 بواسطة صاروخ أرض جو فوق منطقة إصبع الجليل.[22][23]
- 19 نوفمبر: سقوط مسيرة طراز روخيف شمايم «سكاي رايدر» فوق سديروت نتيجة خلل فني بحسب الجيش الإسرائيلي.[24]
- 21 نوفمبر: القبة الحديدية تسقط مسيرة إسرائيلية، غير محددة الطراز، بعد تشخيص خلل فني بها. سقطت المسيرة في منطقة الشمال جنوب غرب طبريا.[25]

### ديسمبر
- 1 ديسمبر: سرايا القدس تُسقط وتستولي على مسيرة طراز سكايلارك.[26]
- 2 ديسمبر: مقاتلة إسرائيلية تُسقط مسيرة إسرائيلية، غير محددة الطراز، بعد تعرضها لخلل فني في منطقة الجليل بشمال إسرائيل.[27]
- 18 ديسمبر: سرايا القدس تسيطر على كواد كابتر طراز «إيفو ماكس 4تي» تابعة لسلاح المشاة شرق خانيونس.[28]
- 21 ديسمير: سرايا القدس تُسقط مسيرة طراز سكاي ريسينغ رقم (528) شمال قطاع غزة.[29]
- 24 ديسمبر: سرايا القدس تُسقط مسيرة طراز سكايلارك وسط غزة.[17]
- 27 ديسمبر: سرايا القدس تُسقط وتستولي على مسيرة طراز سكاي ريسينغ رقم (523) في مدينة غزة.[30]
- 28 ديسمبر: القسام تعلن إسقاط طائرة استطلاع طراز سكايلارك-2 كانت في مهمة استخبارية في تل الزعتر شمالي قطاع غزة.[31]
- 29 ديسمبر: المقاومة الفلسطينية تسقط طائرة مسيرة في مخيم الفارعة جنوب طوباس بالضفة الغربية.[32]
- 31 ديسمبر: القسام تسقط مسيرة طراز سكايلارك-2 وتستولي عليها في بيت لاهيا شمال قطاع غزة.[33]

## 2024

### يناير
- 1 يناير: القسام تستولي على كواد كابتر كانت في مهمة استخباراتية.
- 3 يناير: كتائب القسام وسرايا القدس تعلنان إسقاط مسيرة طراز إلبت هرمز 900 بصاروخ مضاد للطائرات شرق مدينة غزة خلال عملية مشتركة.[34]
- 10 يناير: القسام تستولي على كواد كابتر كانت في مهمة استخباراتية في بيت لاهيا شمال قطاع غزة.[35]
- 17 يناير: القـسام تستولي على مُسيرتين طراز سكايلارك بمدينة غزة.[36]
- 21 يناير: القسام تستولي على كواد كابتر طراز «أوتال إفو ماكس 4تي» خلال تنفيذها مهام استخبارية وسط قطاع غزة.[37]
- 23 يناير: القسام تسقط مسيرة طراز ماتريكس 600 خلال تنفيذها مهام استخبارية شرق جباليا البلد.[38]
- 24 يناير: القسام تستولي على كواد كابتر طراز إفو ماكس 4تي خلال تنفيذها مهام استخبارية في مدينة غزة.
- 27 يناير: سرايا القدس تسقط وتستولي على كواد كابتر طراز إفو ماكس 4تي في سماء مخيم البريج خلال تنفيذها مهمة استخبارية.⁣ وفي نفس اليوم تستولي القسام على مسيرتين إحداهما طراز سكايلارك وأٌخرى كواد كابتر طراز إفو ماكس 4تي.
- 29 يناير: القسـام تستولي على مسيرة فلاينغ ماغني-إكس أثناء مهمة استخباراتية لها بمدينة بيت لاهيا شمال قطاع غزة.⁣ وفي نفس اليوم تحطمت مسيرة، غير محددة الطراز تتبع سلاح الجو الإسرائيلي، في من منطقة مفتوحة بالقرب من مدينة رحوفوت جنوب تل أبيب، نتيجة خلل فني.[39]

### فبراير
- 3 فبراير: سرايا القدس تسقط مسيرة كواد كابتر جنوب غرب خان يونس.[40][41]
- 5 فبراير: القسام تستولي على مسيرة طراز سكايلارك أثناء مهمة استخباراتية لها غرب مدينة خان يونس جنوب قطاع غزة.[42]
- 8 فبراير: سرايا القدس تستولي على مسيرة كواد كابتر في مخيم البريج.
- 10 فبراير: حزب الله يسيطر على مسيرة سكايلارك.[43]
- 11 فبراير: القسام تستولي على مسيرة كواد كابتر رقم (6158) بحالة فنية جيدة شمال قطاع غزة.[44]
- 26 فبراير: حزب الله يسقط مسيرة هرمز 450 بصاروخ أرض جو فوق إقليم التفاح جنوب لبنان.[45][46][47]
- 29 فبراير: سرايا القدس تسقط مسيرة كواد كابتر وتسيطر عليها خلال تنفيذها مهام استخبارية شرق خان يونس جنوبي قطاع غزة.[48][49] وفي نفس اليوم عثر الجيش اللبناني على مسيرة كواد كابتر إسرائيلية تحمل منشورات في منطقة اللبونة.[50]

### مارس
- 3 مارس: القسام تستولي على مسيرتين طراز سكايلارك في حي الزيتون بمدينة غزة.[51]
- 9 مارس: القسام تسيطر على مسيرتين طراز كواد كابتر في حي الزيتون بمدينة غزة.[52]
- 17 مارس: تحطمت مسير غير محددة الطراز فوق أحد المنازل في موشاف بغلاف غزة مما تسبب باندلاع حريق بالمنزل وذلك بعد أن فقد مشغلها السيطرة عليها.[53][54]
- 22 مارس: سقطت مسيرة غير محددة الطراز بعد نفاذ بطاريتها خلال مطاردة منفذ عملية دير إبزيع.[55]

### أبريل
- 6 أبريل: حزب الله يؤكد في تسجيل مصور إسقاطه لمسيرة إسرائيلية طراز إلبت هرمز 900 فوق الأراضي اللبنانية.[56][57][58]
- 12 أبريل: سرايا القدس تسيطر على مسيرة كواد كابتر في المحافظة الوسطى من قطاع غزة.[59] ومسيرة كواد كابتر أخرى في خان يونس.[60]
- 22 أبريل: حزب الله يسقط مسيرة من نوع طراز إلبت هرمز 450 بصاروخ أرض جو في أجواء منطقة العيشية، جنوب لبنان.[61]

### مايو
- 5 مايو: سرايا القدس تستولي على حطام مسيرة سكايلارك في خان يونس.[62]
- 11 مايو: سرايا القدس تستولي على مسيرة سكايلارك في مدينة غزة.[63]
- 15 مايو: كتائب القسام تستولي على مسيرة كواد كابتر غرب مخيم جباليا، شمال قطاع غزة.[64]
- 20 مايو: سرايا القدس تستولي على حطام مسيرتي كواد كابتر بعد إسقاطهما في سماء غزة.[65]
- 22 مايو: سرايا القدس تستولي على مسيرة من نوع سكايلارك في مدينة رفح.[66]
- 25 مايو: سرايا القدس تستولي على مسيرتين كواد كابتر خلال تنفيذهما مهام استخبارية في سماء مدينة خان يونس، جنوبي قطاع غزة.[67]
- 29 مايو: سرايا القدس تسقط مسيّرة كواد كابتر من نوع «مافيك برو» في مخيم جباليا، شمالي قطاع غزة.[68]
- 30 مايو: القبة الحديدية تُسقط بالخطأ مُسيرة إسرائيلية غير محددة الطراز فوق شلومي في المنطقة الشمالية.[69]

### يونيو
- 1 يونيو: حزب الله يُسقط مسيرة من نوع هرمز 900، سقط حطامها في منطقة دير كيفا.[70][71]
- 7 يونيو: قوات الشهيد عمر القاسم - الجناح العسكري للجبهة الديمقراطية لتحرير فلسطين - تسيطر على مُسيرة من نوع سكاي لارك خلال تنفيذها مهام استخبارية جنوب شرق مدينة غزة.[72]
- 10 يونيو: حزب الله يُسقط مسيرة من نوع هرمز 900-كوخاف بصاروخ أرض جو في الأجواء اللبنانية.[73]
- 17 يونيو: سقوط مُسيرة سكاي رايدر في ريف القنيطرة بالجولان السوري، عزت قناة المنار الناطقة باسم حزب الله، سقوطها إلى أنظمة الدفاع الجوي السوري، بينما نفى الجيش الإسرائيلي هذا الادعاء، قائلاً إنها سقطت نتيجة خطأ بشري على الأرجح.[74]
- 20 يونيو: كتائب القسام تستولي على مسيرة كواد كابتر من نوع «مافيك» في مخيم الشابورة بمدينة رفح.[75]
- 24 يونيو: كتائب القسام تستولي على مسيرة كواد كابتر من نوع «إيفو ماكس» وسط قطاع غزة.[76]
- 30 يونيو: كتائب القسام تستولي على مسيرة كواد كابتر رقم «6153» في قطاع غزة.[77]

### أغسطس
- 6 أغسطس: سرايا القدس تسقط مسيرة كواد كابتر بمدينة خان يونس.[78]
- 8 أغسطس: كتائب القسام تستولي على مسيرتين واحدة طراز سكايلارك والأخرى كوادكابتر طراز «بمبردير» في رفح جنوب قطاع غزة.[79]
- 9 أغسطس: سرايا القدس تعرض في شريط مصور مشاهد لاغتنامها 4 مسيرات كوادكابتر متنوعة النسخ.[80]
- 19 أغسطس: كتيبة نابلس التابعة لسرايا القدس تستولي على مسيرة كواد كابتر من نوع (4DRC) خلال عملية للجيش الإسرائيلي بمدينة نابلس بالضفة الغربية.[81][82]
- 22 أغسطس: كتائب القسام تستولي على مسيرة كوادكابتر من نوع «إيفو ماكس» غرب مخيم النصيرات وسط قطاع غزة.[83][84] وفي نفس اليوم كتيبة طوباس التابعة لسرايا القدس تستولي على مسيرة كوادكابتر في طوباس بالضفة الغربية، بعد اشتباكات مع القوات الإسرائيلية التي اقتحمت بلدة عقابا.[85][86] كما تمكنت كتيبة طولكرم من الاستيلاء على كوادكابتر ثانية خلال اشتباكات متزامنة في طولكرم.[87]

### سبتمبر
- 12 سبتمبر: سرايا القدس تغتنم مسيرة كوادكابتر من نوع «إيفو ماكس» في وسط قطاع غزة.[88]
- 16 سبتمبر: حزب الله يسيطر على مسيرة كوادكابتر كانت تلقي مناشير تحذيرية تطالب بإخلاء منطقة الوزاني من السكان والنازحين السوريين.[89]
- 21 سبتمبر: كتائب القسام تعرض 3 مسيرات كوادكابتر متنوعة اغتنمتها في غزة.[90]

### أكتوبر
- 15 أكتوبر: حزب الله يعلن إسقاطه لمسيرتين من نوع هرمز 450.[91][92]
- 19 أكتوبر: سرايا القدس تعلن عن إسقاطها لمسيرة كوادكابتر خلال مهمة استخباراتية لها في مدينة غزة.[93]
- 20 أكتوبر: حزب الله يعلن إسقاطه لمسيرة من نوع هرمز 900.[94][95]
- 20 أكتوبر: كتائب القسام تستولي على مسيرة كوادكابتر خلال مهمة استخباراتية لها، وسط مخيم جباليا شمال قطاع غزة.[96]
- 23 أكتوبر: سرايا القدس تستولي على مسيرة كوادكابتر في مدينة غزة.[97]
- 29 أكتوبر: حزب الله يسقط مسيرة من نوع هرمز 900 كوخاف.[98]

### نوفمبر
- 3 نوفمبر: سرايا القدس تستولي على مسيرتين كوادكابتر كانتا في مهمة استخباراتية في مدينة غزة.[99]
- 7 نوفمبر: كتيبة جنين التابعة لسرايا القدس تستولي على مسيرة كواد كابتر خلال اشتباكات في مدينة جنين، بالضفة الغربية.[100]
- 9 نوفمبر: حزب الله يعلن إسقاط مسيرة من نوع هرمز 450 بصاروخ أرض - جو في بلدة دير سريان.[101][102]
- 12 نوفمبر: كتائب القسام تستولي على مسيرة كوادكابتر خلال مهمة استخباراتية لها، وسط مخيم جباليا شمال قطاع غزة.[103]
- 18 نوفمبر: حزب الله يسقط مسيرة من نوع هرمز 450 بصاروخ أرض - جو في الجنوب اللبناني.[104]
- 19 نوفمبر: سرايا القدس تعلن الاستيلاء على 3 مسيرات إسرائيلية خلال تنفيذها مهام استخبارية في سماء خان يونس دون شواهد أو تفاصيل.[105][106]
- 27 نوفمبر: كتائب القسام تستولي على كواد كابتر طراز إيفو ماكس خلال تنفيذها مهمة استخباراتية في بيت لاهيا شمالي قطاع غزة.[107]
- 30 نوفمبر: كتيبة جنين التابعة لسرايا القدس تستولي على مسيرتين كواد كابتر خلال اشتباكات في بالحي الشرقي لجنين، بالضفة الغربية.[108]

### ديسمبر
- 9 ديسمبر: سرايا القدس تستولي على مسيرة كوادكابتر من نوع (إيفوماكس) شمال قطاع غزة.[109]
- 10 ديسمبر: سرايا القدس تستولي على 3 مسيرات كوادكابتر في خان يونس.[110]
- 11 ديسمبر: سرايا القدس تستولي على مسيرة انتحارية سبايك فايرفلاي «ماعوز» في خان يونس.[111]
- 13 ديسمبر: القسام تعلن الاستيلاء على 3 مسيرات كواد كابتر أثناء قيامها بمهام استخباراتية في حي الجنينة شرق مدينة رفح، "لكن دون عرض ما يثبت ذلك".[112]
- 25 ديسمبر: القسام تستولي على مسيرة كوادكابتر من نوع (إيفوماكس) في منطقة المخيم الجديد شمال النصيرات وسط قطاع غزة.[113] وفي نفس اليوم، سرايا القدس تستولي على 5 مسيرات كوادكابتر صغيرة في خان يونس.[114]
- 26 ديسمبر: سرايا القدس تستولي على مسيرة كوادكابتر خلال تنفيذها مهام استخبارية وسط قطاع غزة.[115]

## 2025

### يناير
- 7 يناير: كتائب القسام تستولي على 5 مسيرات كوادكابتر شرق رفح.[116]
- 9 يناير: كتائب القسام تستولي على 4 مسيرات كوادكابتر (منها 3 من نوع إيفو ماكس) في جباليا.[117]
- 15 يناير: سرايا القدس تستولي على 1 مسيرة كوادكابتر (من نوع ميرا برو) في قطاع غزة.[118]

### أبريل
- 4 أبريل: سرايا القدس تعلن الاستيلاء على مسيرتين كوادكابتر (من نوع إيفو ماكس) خلال تنفيذهما مهام استخبارية شمال قطاع غزة.⁣[119]
- 9 أبريل: سرايا القدس تعلن الاستيلاء على مسيرتين كوادكابتر خلال تنفيذهما مهام استخبارية في حي الشجاعية شرقي مدينة غزة، لكن دون عرضهما.[120]
- 12 أبريل: سرايا القدس تستولي على مسيرتين كوادكابتر خلال تنفيذهما مهام استخبارية وسط قطاع غزة.[121]
- 20 أبريل: سرايا القدس تستولي على مسيرتين كوادكابتر (من نوع إيفو ماكس) خلال تنفيذهما مهام استخبارية في سماء مدينة غزة.[122]

### مايو
- 2 مايو: سرايا القدس تستولي على مسيرة كوادكابتر من نوع (Matrice 350 RTK) في خان يونس، وسط قطاع غزة.[123]
- 9 مايو: سرايا القدس تسقط مسيرة من نوع سوبر هيرون تتبع السرب 200[الإنجليزية] في مدينة غزة. وتعرض حُطامها الذي ضم ثلاث ذخائر موجهة جو-أرض من نوع "ميخوليت".[124][125]
- 16 مايو: سرايا القدس تستولي على مسيرة كوادكابتر من نوع إيفو ماكس مزودة بقنبلة في خان يونس، وسط قطاع غزة.[126]
- 30 مايو: سرايا القدس تسقط وتستولي على مسيرة كوادكابتر بمدينة غزة.[127]

### يونيو
- 10 يونيو: سرايا القدس تعلن الاستيلاء على مسيرة كوادكابتر من نوع إيفو ماكس.[128]
- 17 يونيو: سرايا القدس تعلن الاستيلاء على مسيرة أثناء مهمة استخباراتية لها في حي الشجاعية شرق غزة، دون تقديم دليل مادي.[129]
- 21 يونيو: سرايا القدس تستولي على مسيرة من نوع «ماتريس 600» مجهزة بقنابل وقذائف هاون، شرق حي التفاح بمدينة غزة.[130]
- 28 يونيو: سرايا القدس تعلن الاستيلاء على مسيرة كوادكابتر في حي الشجاعية شرق مدينة غزة.[131]
- 29 يونيو: سرايا القدس تعلن الاستيلاء على مسيرتين كوادكابتر في نطاق عمل لواء الواسطي.[132]

### أغسطس
- 16 أغسطس: سقوط طائرة استطلاع إسرائيلية من طراز "سكاي لارك 3" في حي الرمال وسط مدينة غزة نتيجة خلل فني واستيلاء الأهالي عليها.[133][134]
- 18 أغسطس: سقوط طائرة استطلاع إسرائيلية من طراز "سكاي لارك"،[ا] هي الثانية التي تسقط نتيجة خلل فني خلال أسبوع، بعد اصطدامها بشجرة وذلك في منطقة كريات شمونة.[135]

## المجمل
| خسائر المسيرات   | خسائر المسيرات |
| الطراز           | مدمرة/مأسورة   |
| ---------------- | -------------- |
| سكايلارك         | 23             |
| كواد كابتر       | 92             |
| إلبت هرمز 450    | 7              |
| إلبت هرمز 900    | 6              |
| سكاي ريسينغ      | 2              |
| إيتان            | 1              |
| هيرون تي بي      | 1              |
| سوبر هيرون       | 1              |
| ماتريكس 600      | 1              |
| فلاينغ ماغني-إكس | 1              |
| ماعوز            | 1              |
| مجهولة النوع     | 17             |
| المجموع:         | 153            |

## الملاحظات
1. ↑  وردت المسيرة باسم سكاي رايدر وهي مسيرة صغيرة من نوع كوادكابتر وهو أيضاً اسم وحدة في الجيش الإسرائيلي تشغل المسيرات ومن بينها سكاي لارك التي تطلق عليها بعض وسائل الإعلام أحياناً سكاي رايدر وهي تقصد سكاي لارك وغالباً النسخة 1 وما يظهر في الصور المتداولة عن الخبر مسيرة بحجم سكاي لارك.
2. ↑  استولت عليها حماس لأول مرة في 3 نوفمبر 2013، بعد سقوط نسخة سكايلارك-1 في جباليا شمال قطاع غزة.[136]
3. ↑  أربعة غير مؤكدة؛ لا يوجد ما يثبت إصابتها أو دليل مادي على تحطمها/الاستيلاء عليها.
4. ↑  اثنتان غير مؤكدتان؛ لا يوجد ما يثبت إصابتهما أو دليل مادي على تحطمهما/الاستيلاء عليها.
5. ↑  اثنتان غير مؤكدتان؛ لا يوجد ما يثبت إصابتهما أو دليل مادي على تحطمهما/الاستيلاء عليها.
6. ↑  غير مؤكد؛ لا يوجد ما يثبت إصابتها أو دليل مادي على تحطمهما/الاستيلاء عليها.
7. ↑  من بينها 7 غير مؤكدة.

## وصلات خارجية
- المسيرات الإسرائيلية "في قبضة" حماس.. ما دلالة ذلك؟ - سكاي نيوز عربية
- شاهد | كتائب القسام تنشر مشاهد لعدد من الطائرات الإسرائيلية استولت عليها في مدينة غزة - الجزيرة
- على الحدود الإسرائيلية… حرب مسيّرات وتشويش على نظام “جي بي إس” - تايمز أوف إسرائيل